# Alicja Rosolska
Alicja Rosolska (Warschau, 1 december 1985) is een professioneel tennisspeelster uit Polen. Zij begon op achtjarige leeftijd met het spelen van tennis. Zij speelt voornamelijk dubbelspel. Haar favoriete ondergrond is hardcourt. Zij speelt rechtshandig en heeft een tweehandige backhand. Zij is actief in het internationale tennis sinds 2002.

## Loopbaan
In 2004 bereikte zij samen met landgenote Klaudia Jans haar eerste WTA-finale in Sopot, waar zij met een wildcard was geplaatst. In 2006 won zij het ITF-dubbelspeltoernooi van Barcelona, ook samen met Klaudia Jans.
Haar eerste WTA-titel behaalde zij in 2008 op het toernooi van Viña del Mar waar zij samen met de Letse Līga Dekmeijere het dubbelspeltoernooi won door in de finale Marija Koryttseva en Julia Schruff in twee sets te verslaan.
In 2017 won Rosolska het Premier-toernooi van Sint-Petersburg, met Jeļena Ostapenko (ook zij een Letse) aan haar zijde.
In het dubbelspel is Rosolska succesvoller dan in het enkelspel. Tot op heden(november 2023) won zij negen WTA-titels en veertien ITF-titels. In april 2019 bereikte zij haar hoogste ranglijstpositie van 23. Haar beste resultaat op de grandslamtoernooien is het bereiken van de halve finale, op Wimbledon 2018, met de Amerikaanse Abigail Spears aan haar zijde.
In het gemengd dubbelspel bereikte zij in 2018 de finale van het US Open, samen met de Kroaat Nikola Mektić – in de match-tiebreak verloren zij van Bethanie Mattek-Sands (VS) en Jamie Murray (VK).
In de periode 2004–2023 maakte Rosolska deel uit van het Poolse Fed Cup-team – zij behaalde daar een winst/verlies-balans van 28–13. In 2015 speelde zij op het niveau van de Wereldgroep I – in de eerste ronde verloor het team van de Russische dames.

## Posities op deWTA-ranglijst
Positie per einde seizoen:
| jaar | rang enkelspel | rang dubbelspel |
| ---- | -------------- | --------------- |
| 2002 | 725            | 524             |
| 2003 | 776            | 373             |
| 2004 | 909            | 164             |
| 2005 | 769            | 99              |
| 2006 | 724            | 91              |
| 2007 | 697            | 84              |
| 2008 | 897            | 50              |
| 2009 | –              | 47              |
| 2010 | –              | 47              |
| 2011 | –              | 38              |
| 2012 | 969            | 44              |
| 2013 | 1147           | 50              |
| 2014 | 1148           | 61              |
| 2015 | 1258           | 45              |
| 2016 | 862            | 76              |
| 2017 | 1151           | 31              |
| 2018 | –              | 29              |
| 2019 | –              | 32              |
| 2020 | –              | 54              |
| 2021 | –              | 125             |
| 2022 | –              | 34              |
| 2023 | –              | 134             |

## Resultaten grandslamtoernooien
| Legenda | Legenda                          |
| ------- | -------------------------------- |
| g.t.    | geen toernooi gehouden           |
| l.c.    | lagere categorie                 |
| –       | niet deelgenomen                 |
| G       | uitgeschakeld in de groepsfase   |
| 1R      | uitgeschakeld in de eerste ronde |
| 2R      | uitgeschakeld in de tweede ronde |
| 3R      | uitgeschakeld in de derde ronde  |
| 4R      | uitgeschakeld in de vierde ronde |
| KF      | uitgeschakeld in de kwartfinale  |
| HF      | uitgeschakeld in de halve finale |
| F       | de finale verloren               |
| W       | het toernooi gewonnen            |
| w-v     | winst/verlies-balans             |

### Enkelspel
geen deelname

### Vrouwendubbelspel
| toernooi        | 2007 | 2008 | 2009 | 2010 | 2011 | 2012 | 2013 | 2014 | 2015 | 2016 | 2017 | 2018 | 2019 | 2020 | 2021 | 2022 | 2023 |
| --------------- | ---- | ---- | ---- | ---- | ---- | ---- | ---- | ---- | ---- | ---- | ---- | ---- | ---- | ---- | ---- | ---- | ---- |
| Australian Open | 2R   | 1R   | 2R   | 2R   | 1R   | 3R   | 1R   | 2R   | 3R   | 1R   | 2R   | 2R   | 2R   | 2R   | –    | 2R   | 1R   |
| Roland Garros   | 2R   | 2R   | 2R   | 1R   | 1R   | 1R   | 3R   | 2R   | 1R   | 1R   | 3R   | 1R   | 2R   | –    | 1R   | 3R   | 1R   |
| Wimbledon       | 1R   | 2R   | 2R   | 2R   | 2R   | 2R   | 1R   | 1R   | 1R   | 1R   | 1R   | HF   | 2R   | g.t. | 1R   | KF   | 1R   |
| US Open         | 2R   | 3R   | 2R   | 1R   | 1R   | 2R   | 1R   | 3R   | 1R   | 2R   | 2R   | 1R   | 2R   | –    | 2R   | 2R   | –    |

### Gemengd dubbelspel
| toernooi        | 2010 | 2011 | 2012 | 2013 | 2014 | 2015 | 2016 | 2017 | 2018 | 2019 | 2020 |    | 2022 | 2023 |
| --------------- | ---- | ---- | ---- | ---- | ---- | ---- | ---- | ---- | ---- | ---- | ---- | -- | ---- | ---- |
| Australian Open | –    | 1R   | –    | –    | 1R   | –    | –    | –    | 1R   | 1R   | 1R   | –  | 1R   |      |
| Roland Garros   | –    | –    | 2R   | –    | 1R   | 1R   | –    | 2R   | –    | KF   | g.t. | 2R | –    |      |
| Wimbledon       | 3R   | 2R   | 1R   | 1R   | 1R   | 1R   | 2R   | 1R   | 1R   | 3R   | g.t. | 1R | –    |      |
| US Open         | –    | –    | –    | –    | –    | –    | –    | 2R   | F    | 1R   | g.t. | –  | –    |      |

## Palmares
| Legenda                | Legenda                  |
| ---------------------- | ------------------------ |
| Grandslamtoernooi      |                          |
| Olympische Spelen      |                          |
| Year-End Championships |                          |
| tot 2009               | 2009 – 2020 / vanaf 2021 |
| Tier I                 | Premier Mandatory        |
| Tier II                | Premier Five / WTA 1000  |
| Tier III               | Premier / WTA 500        |
| Tier IV & V            | International / WTA 250  |
|                        | Challenger / WTA 125     |

### WTA-finaleplaatsen enkelspel
geen

### WTA-finaleplaatsen vrouwendubbelspel
| nr.              | finale     | toernooi            | ondergrond    | partner                 | tegenstandsters                                | score            |         |
| ---------------- | ---------- | ------------------- | ------------- | ----------------------- | ---------------------------------------------- | ---------------- | ------- |
| gewonnen finales |            |                     |               |                         |                                                |                  |         |
| 1.               | 2008-02-17 | WTA Viña del Mar    | gravel        | Līga Dekmeijere         | Marija Koryttseva Julia Schruff                | 7-5, 6-3         | details |
| 2.               | 2009-04-12 | WTA Marbella        | gravel        | Klaudia Jans            | Anabel Medina Garrigues Virginia Ruano Pascual | 6-3, 6-3         | details |
| 3.               | 2011-07-10 | WTA Boedapest       | gravel        | Anabel Medina Garrigues | Natalie Grandin Vladimíra Uhlířová             | 6-2, 6-2         | details |
| 4.               | 2015-03-08 | WTA Monterrey       | hardcourt     | Gabriela Dabrowski      | Anastasia Rodionova Arina Rodionova            | 6-3, 2-6, [10-3] | details |
| 5.               | 2016-07-24 | WTA Båstad          | gravel        | Andreea Mitu            | Lesley Kerkhove Lidzija Marozava               | 6-3, 7-5         | details |
| 6.               | 2017-02-05 | WTA Sint-Petersburg | hardcourt (i) | Jeļena Ostapenko        | Darija Jurak Xenia Knoll                       | 3-6, 6-2, [10-5] | details |
| 7.               | 2017-04-09 | WTA Monterrey       | hardcourt     | Nao Hibino              | Dalila Jakupović Nadija Kitsjenok              | 6-2, 7-6         | details |
| 8.               | 2018-06-17 | WTA Nottingham      | gras          | Abigail Spears          | Mihaela Buzărnescu Heather Watson              | 6-3, 7-6         | details |
| 9.               | 2019-04-07 | WTA Charleston      | gravel        | Anna-Lena Grönefeld     | Irina Chromatsjova Veronika Koedermetova       | 7-6, 6-2         | details |
| verloren finales |            |                     |               |                         |                                                |                  |         |
| 01.              | 2004-08-14 | WTA Sopot           | gravel        | Klaudia Jans            | Nuria Llagostera Vives Marta Marrero           | 4-6, 3-6         | details |
| 02.              | 2005-05-01 | WTA Warschau        | gravel        | Klaudia Jans            | Tetjana Perebyjnis Barbora Strýcová            | 1-6, 4-6         | details |
| 03.              | 2005-07-24 | WTA Palermo         | gravel        | Klaudia Jans            | Giulia Casoni Marija Koryttseva                | 6-4, 3-6, 5-7    | details |
| 04.              | 2009-01-10 | WTA Brisbane        | hardcourt     | Klaudia Jans            | Anna-Lena Grönefeld Vania King                 | 6-3, 5-7, [5-10] | details |
| 05.              | 2009-10-18 | WTA Linz            | hardcourt (i) | Klaudia Jans            | Anna-Lena Grönefeld Katarina Srebotnik         | 1-6, 4-6         | details |
| 06.              | 2011-01-08 | WTA Brisbane        | hardcourt     | Klaudia Jans            | Alisa Klejbanova Anastasija Pavljoetsjenkova   | 3-6, 5-7         | details |
| 07.              | 2011-05-21 | WTA Brussel         | gravel        | Klaudia Jans            | Andrea Hlaváčková Galina Voskobojeva           | 6-3, 0-6, [5-10] | details |
| 08.              | 2012-05-26 | WTA Brussel         | gravel        | Zheng Jie               | Bethanie Mattek-Sands Sania Mirza              | 3-6, 2-6         | details |
| 09.              | 2012-09-16 | WTA Québec          | tapijt (i)    | Heather Watson          | Tatjana Malek Kristina Mladenovic              | 6-7, 7-6, [7-10] | details |
| 10.              | 2013-10-13 | WTA Linz            | hardcourt (i) | Gabriela Dabrowski      | Karolína Plíšková Kristýna Plíšková            | 6-7, 4-6         | details |
| 11.              | 2017-08-06 | WTA Stanford        | hardcourt     | Alizé Cornet            | Abigail Spears Coco Vandeweghe                 | 2-6, 3-6         | details |
| 12.              | 2019-01-12 | WTA Sydney          | hardcourt     | Eri Hozumi              | Aleksandra Krunić Kateřina Siniaková           | 1-6, 6-7         | details |
| 13.              | 2022-02-13 | WTA Sint-Petersburg | hardcourt (i) | Erin Routliffe          | Anna Kalinskaja Caty McNally                   | 3-6, 7-6, [4-10] | details |
| 14.              | 2022-06-25 | WTA Bad Homburg     | gras          | Erin Routliffe          | Eri Hozumi Makoto Ninomiya                     | 4-6, 7-6, [5-10] | details |
| 15.              | 2022-07-31 | WTA Warschau        | gravel        | Katarzyna Kawa          | Anna Danilina Anna-Lena Friedsam               | 4-6, 7-5, [5-10] | details |
| 16.              | 2022-10-09 | WTA Ostrava         | hardcourt (i) | Erin Routliffe          | Caty McNally Alycia Parks                      | 3-6, 2-6         | details |

### Finaleplaatsen gemengd dubbelspel
| nr.              | finale     | toernooi | ondergrond | partner       | tegenstanders                      | score            |         |
| ---------------- | ---------- | -------- | ---------- | ------------- | ---------------------------------- | ---------------- | ------- |
| gewonnen finales |            |          |            |               |                                    |                  |         |
| geen             |            |          |            |               |                                    |                  |         |
| verloren finales |            |          |            |               |                                    |                  |         |
| 1.               | 2018-09-08 | US Open  | hardcourt  | Nikola Mektić | Bethanie Mattek-Sands Jamie Murray | 6-2, 3-6, [9-11] | details |